# Velikita
La velikita és un mineral de la classe dels sulfurs, que pertany al grup de l'estannita. Rep el nom en honor d'A.S. Velikiy (1913-1970), investigador de dipòsits minerals a l'Àsia central soviètica.

## Característiques
La velikita és una sulfosal de fórmula química Cu₂HgSnS₄. Va ser aprovada com a espècie vàlida per l'Associació Mineralògica Internacional l'any 1996. Cristal·litza en el sistema tetragonal. La seva duresa a l'escala de Mohs és 4.

## Formació i jaciments
Va ser descoberta al dipòsit d'antimoni i mercuri de Khaidarkan, que es troba a la vall de Fergana, a les muntanyes Alai, dins la província d'Oix, al Kirguizstan. A banda de la seva localitat tipus també ha estat descrita posteriorment al districte de Quiruvilca, a la província de Santiago de Chuco (Perú); a la mina Chinkuashih, a Taiwan; i a la mina Campbell, al comtat de Cochise (Arizona, Estats Units). Aquests quatre indrets són els únics de tot el planeta on ha estat descrita aquesta espècie mineral.